# 쉬나 아이엔가
쉬나 아이엔가(Sheena Iyengar)는 미국의 심리학자이다. 선택에 관한 심리학 연구의 권위자이다.

## 일생
1969년 11월 29일 캐나다 토론토에서 인도 이민자의 딸로 태어났다. 망막색소변성증을 앓아 9세 때 책을 읽을 수 없게 되었고, 16세 때 빛 이외에는 아무것도 구분할 수 없는 상태가 되었다. 학업을 지속하여 펜실베이니아 대학교에서 경영학, 심리학 학사를 마쳤고, 스탠포드 대학교에서 사회심리학 박사학위를 취득하였다. 이후 MIT를 거쳐 컬럼비아 경영대학원에서 경영학 교수로 재임 중이다.

## 같이 보기
- 결정 이론
- 의사결정